# 秘魯巨人蜈蚣
祕魯巨人蜈蚣（學名：Scolopendra gigantea）是世界上最大的蜈蚣。棲息於南美洲與加勒比地區，平均長度為30（12英寸），有的個體甚至能長到38 cm（15英寸）。以節肢動物、兩棲類、哺乳動物與爬蟲類為食。

## 棲息與分佈地區
祕魯巨人蜈蚣分佈於南美洲北方，曾經採集過的樣本地區包括阿魯巴、古拉索、哥倫比亞、委內瑞拉（含瑪格麗塔島）與千里達島。來自聖托馬斯島、海地、多明尼加、墨西哥、波多黎各、宏都拉斯的樣本則認為是標籤錯誤或是意外入侵。
祕魯巨人蜈蚣棲息於熱帶與亞熱帶雨林以及熱帶季節乾旱林。

## 行為與食性
祕魯巨人蜈蚣為肉食動物，以其他無脊椎動物（包括大型昆蟲、蜘蛛、馬陸、蠍子，甚至是捕鳥蛛）與其他小型脊椎動物為食，包括蜥蜴、青蛙（最大體長95mm）、蛇（最大體長25cm）、麻雀大小的鳥類、老鼠、蝙蝠。大型個體透過倒吊於洞穴天花板上捕捉飛過的蝙蝠

## 外部連結
- .   [2011-02-05]. （原始内容存档于2011-06-08） （英语）.